# Нарвський муніципальний округ
Нарвский муніципальний округ (рос. На́рвский муниципа́льный о́круг   ) — муніципальний округ Кіровського району, один із вісімдесяти одного нижчого муніципального утворення міста федерального значення Санкт-Петербург, Росія .  За даними перепису 2010 року, його населення становило 30 810,  від 29 822 зафіксовані під час перепису 2002 року . 
Раніше він був відомий як муніципальний округ 29 (муниципальный округ №29).
1. ↑  Law #411-68
2. ↑  Всеросійський перепис населення 2010 року. Том 1 (рос) . Федеральна служба державної статистики. 2011.
3. ↑  Чисельність населення Росії, суб'єктів Російської Федерації у складі федеральних округів, районів, міських поселень, сільських населених пунктів – районних центрів та сільських населених пунктів з населенням 3 тисячі й більше осіб (рос) . Федеральна служба державної статистики. 21 травня 2004.